# Gymnázium „Jovan Jovanović Zmaj” Nový Sad
Gymnázium „Jovan Jovanović Zmaj“ je druhým nejstarším ze čtyř gymnázií v Novém Sadu. Nese jméno jednoho z nejvýznamnějších srbských básníků konce 19. a počátku 20. století, Jovana Jovanoviće Zmaje (,,Zmaj'' znamená ,,Drak''). 

## Historie
Velké srbské pravoslavné gymnázium bylo založeno 27. ledna 1810 v Novém Sadu, městě, které existuje od roku 1748, kdy mu byl udělen status svobodného města v rakouské monarchii a byl také nejvýznamnějším hospodářským a kulturním centrem Srbů na Balkáně. Gymnázium založil obchodník a občan Nového Sadu, Sava Vuković z Bereksa, poté, co pro tento účel daroval 20 000 forintů. Další občané Nového Sadu, s podporou karlovačského metropolity Stefana Stratimiroviće a biskupa Bačky Gedeona Petroviće, vydáním Zákládající listiny srbského gymnázia novosadského, také přispěli velkou měrou a rychle shromáždili přes 100 000 forintů. Následující rok v důsledku státního bankrotu hodnota těchto peněz klesla na pětinu. Novým výběrem příspěvků byla získána částka 50 000 forintů. V roce 1811 byla otevřena první a druhá třída, roku 1816 / 1817 třetí, a poté každý rok obdobně, takže roku1819 / 1820 mělo gymnázium 6 tříd. Kvůli válce roku 1848  bylo gymnázium uzavřeno a ve stejném roce vyhořelo. 
Vysoká škola byla otevřena v roce 1852 / 1853, ale pouze 4 nižší třídy, a tak to zůstalo až do roku 1865 / 1866. Ten rok získal právo veřejnosti, a je otevřen 5. a 6. ročník, roku 1866 / 1867 7. ročník, 1867/ 1868 osmý ročník. Učební plán byl neustále sladěn s učebním plánem na státních středních školách. Známější ředitelé a učitelé na gymnáziu byli: Pavel Šafařík, Jovan Hadžić, Petar Jovanović, Djordje Natošević, George Magarašević, Milovan Vidaković, Jovan Djordjević, Nikola Krstiće, Jovan Turoman, Váš Pušibrka, Jovan Grujić, Aleksandar Sandić, Laza Kostić, Djordje Dera, Mihajlo Ostojić, Jovan Grcić, Jovan Živojnović, Isidor Bajic a kol. Od roku 1811 do roku 1911 Gymnáziem v Novém Sadu prošlo celkem 18 000 studentů. 
Kromě Gymnázia ve Sremských Karlovcích mělo i Gymnázium v Novém Sadu velké uznání za šíření srbské národní ideje. Touto školou prošlo také velké množství význančných Srbů. Jeho význam nabýval v době, kdy se Matica Srpska přestěhovala do Nového Sadu (z Pešti) a tehdy bylo město známé jako „srbské Atény“. Nicméně autonomie školy byla mnohem menší než autonomie Gymnázia ve Sremských Karlovcích. 
Současná budova byla postavena v roce 1900 baronem Milošem Bajićem a dalších dobrodinců na místě původních budov u portálu kostela sv. velemučedníka Georgije, navrženého architektem Vladimirem Nikolićem v renesančním stylu. 
Roku 2016 byla budova gymnázia kompletně zrekonstruována. Kromě renovace poškozených vnitřních a vnějších částí byla do hlavní střechy budovy přidána prosklená střecha pro školní muzeum a ve stylu staré střechy. Budova byla přebarvena z bílé na jasně béžovou barvu s dalšími světlejšími béžovými a bílými barvami zvýrazňujícími klíčové části stěn a reliéfy. Nová barva budovy je inspirována barvami dalších historických barokních budov v Novém Sadu a v okolí. 

## Slavní studenti a profesoři
Mezi ně patří: Jovan Jovanović Zmaj, Laza Kostić, Đuro Daničić, Svetozar Miletić, Djordje Natošević, Vasa Stajić, Jovan Grcic Milenko, Isidor Bajić, Miloš Hadzič, Georgije Magarasevic, Lazar Pacu, Milovan Vidaković, ad; pak četní akademici a univerzitní profesoři: Jovan Tucakov, Dušan Kanazir, Olga Hadžić ad.; herci: Petar Kralj, Josif Tatić, Gordana Đurđević-Dimić, Aleksandra Pleskonjić-Ilić, Aleksandar Gajin ; režiséři: Dušan Makavejev, Voja Soldatović ; národní hrdina Sonja Marinković ; sochař Jovan Soldatović ; spisovatel Rasa Popov ; politička Maja Gojković ; Metropolita Záhřeb-Lublaň Porphyria Peric atd. 

## Studijní směry
Ve škole je několik vzdělávacích oblastí: 
- přírodovědecko-matematický směr (jedno oddělení)
- přírodovědecko-matematický směr (dvojjazyčné srbsko-anglické, srbsko-francouzské, srbsko-německé a srbsko-ruské oddělení - celkem dvě třídy)
- přírodovědecko-matematický směr (sport, od roku 2015). - jedna třída)
- společenskovědno-jazykový směr (jedno oddělení - poslední generace zapsaná ve školním roce 2016/2017)
- obecný směr (sport, do roku 2015). )
- studenti se speciálními fyzickými potřebami (jedna třída)
- nadaní studenti na informatice (tři třídy)
- nadaní studenti matematiky (dvě třídy)

Na gymnáziu Jovan Jovanović Zmaj od září 2007 existují třídy pro žáky sedmého a osmého ročníku základní školy pro talentované studenty matematiky, fyziky a informatiky, prozatím je tak gymnázium jedinou školou ve Vojvodině s těmito třídami. 
Součástí pedagogického sboru gymnázia jsou profesoři a asistenti z fakult Univerzity v Novém Sadu. 

## Dvojjazyčná výuka
Také od září 2010 začalo fungovat dvojjazyčné vyučování. Dvojjazyčné kurzy jsou k dispozici v ruštině, angličtině, francouzštině a němčině. Směr studia je přirozeně matematický, ale matematika, fyzika, chemie, informatika a biologie se vyučují v cizím jazyce. Další předměty se vyučují v srbštině. 

## Dvojjazyčná výuka ve francouzštině
Přijímací zkouška do této třídy se koná asi 3 týdny před pravidelnou přijímací zkouškou, kterou musí každý student absolvovat, aby se mohl přihlásit do této třídy. Požadovaná znalost francouzského jazyka je úroveň DELF A2. Toto oddělení bylo založeno francouzským velvyslanectvím, které sleduje vzdělávání těchto studentů po dobu celých 4 let. Na konci 4. rok, získává student diplom ve francouzštině a právo na studium ve Francii, aniž by absolvoval test jazykové způsobilosti. Ve Francii je také možnost získat stipendium pro další studium. 
Studenti navštěvují Francii každý rok, čímž si procvičují své  jazykové dovednosti. 
Taková oddělení již existují i v Bělehradě a Niši.  

## Mimoškolní aktivity
- Sbor
- Orchestr
- Dramatická sekce v angličtině
- Francouzská dramatická sekce "Zmaj"
- Zeleni Zmaj - ekologický klub
- Sekce recitace
- Debatní klub
- Školní noviny "Skamija"
- Jazykový seminář
- Psychologická sekce
- Chemická sekce
- Biologická sekce
- Umělecká sekce
- IT sekce
- Španělská sekce
- Ruská sekce
- Sekce robotiky a elektroniky

## Studentský parlament
Již několik let je aktivní největší studentský parlament v Srbsku. Parlament má velký počet členů (98). 
Již několik let probíhá kulturní výměna profesorů a studentů s Gymnáziem ve Slaném ( Česká republika ). 

## Galerie

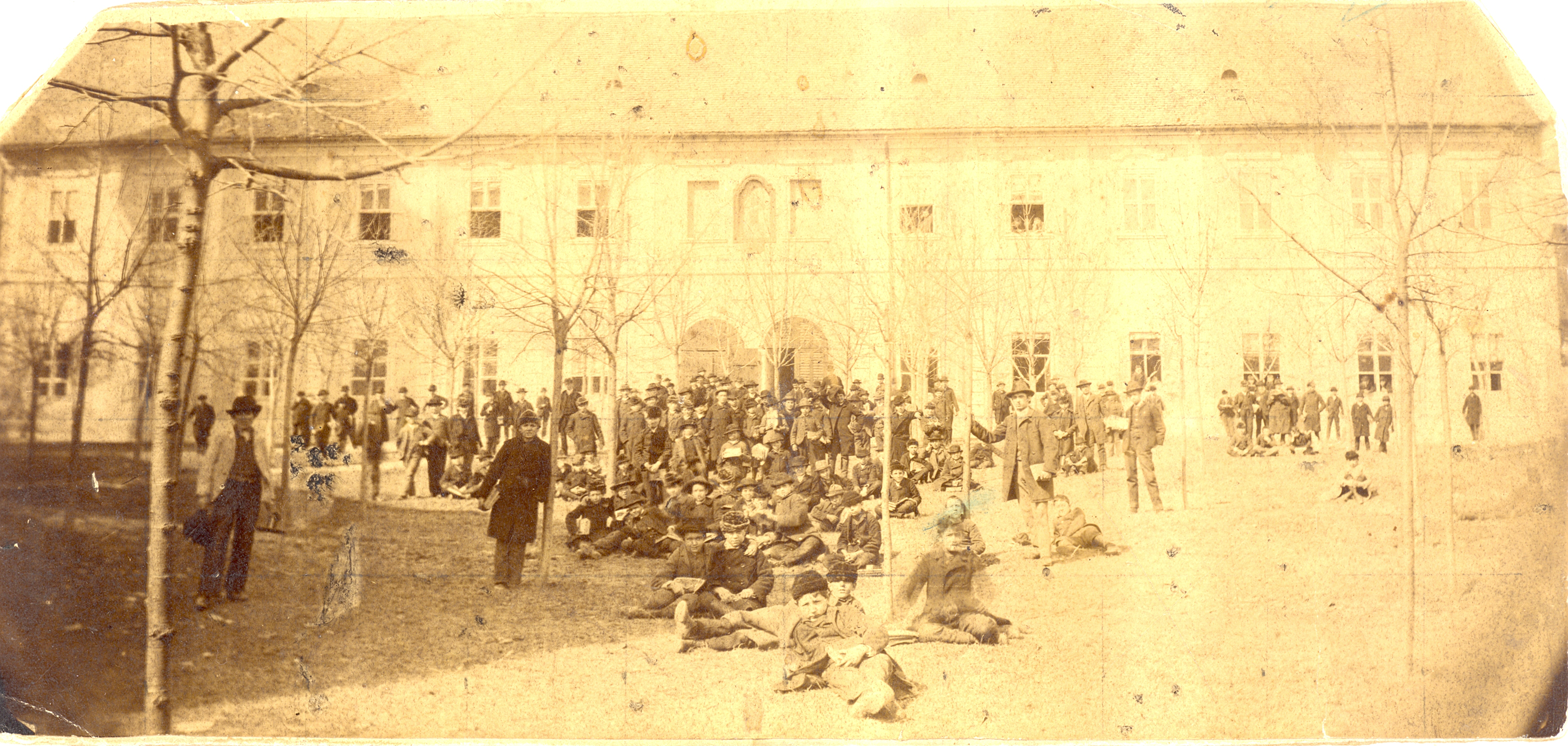
Fotografie staré budovy srbské pravoslavné střední školy v Novém Sadu (1889)
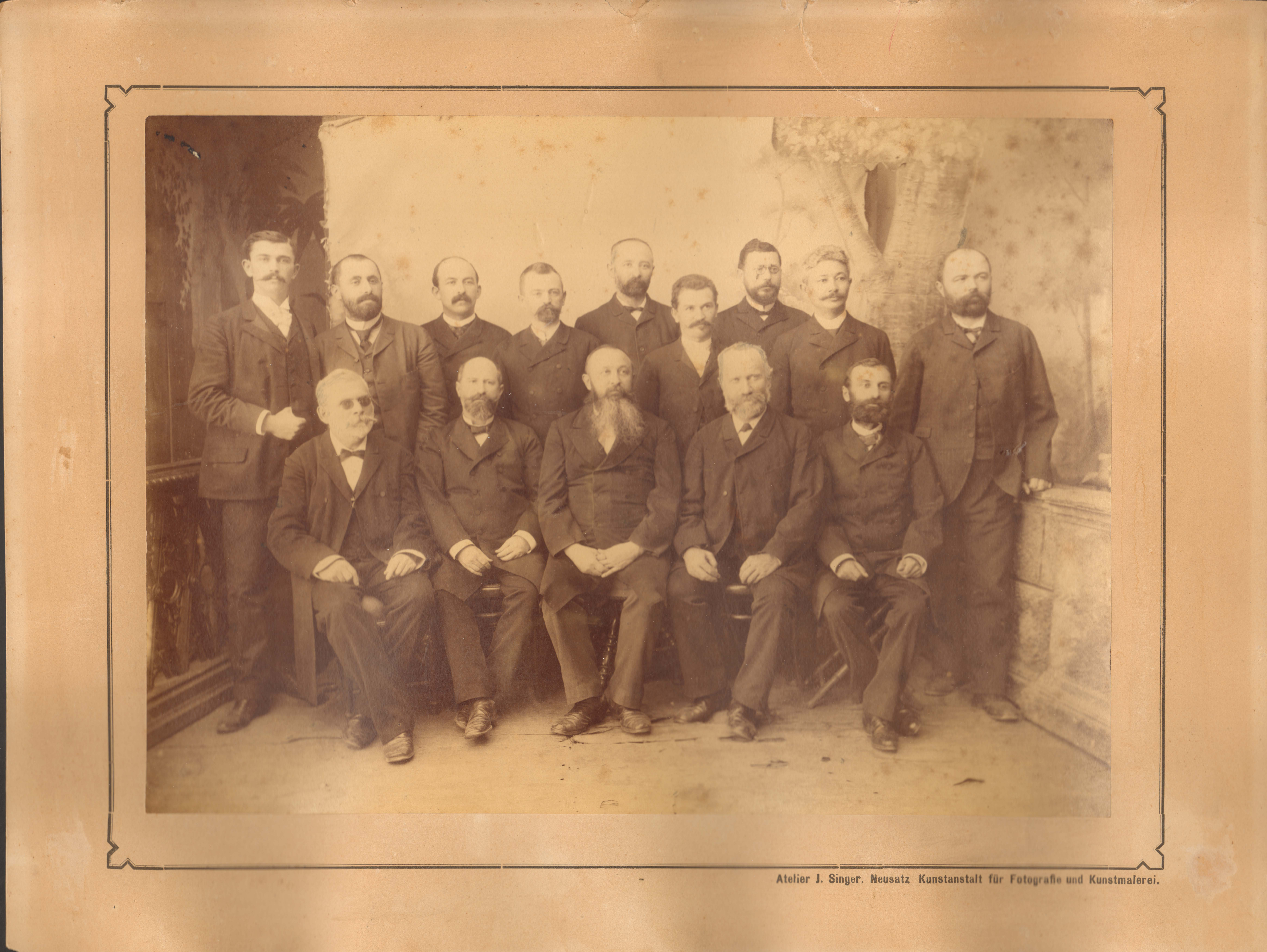
Vysoká škola profesorů srbské pravoslavné střední školy v Novém Sadu (1891)
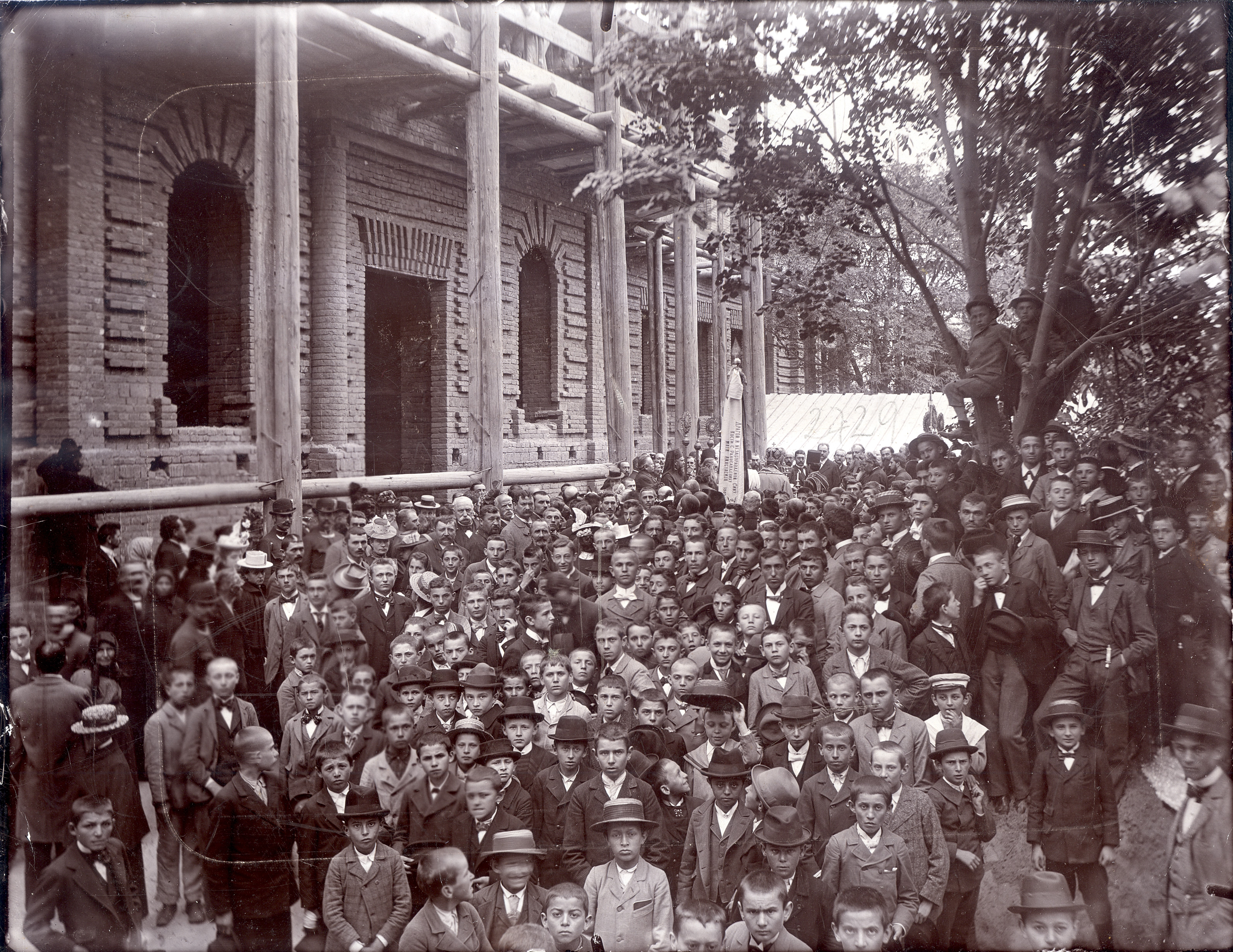
Posvěcení nové budovy Srbské pravoslavné střední školy v Novém Sadu (1901)
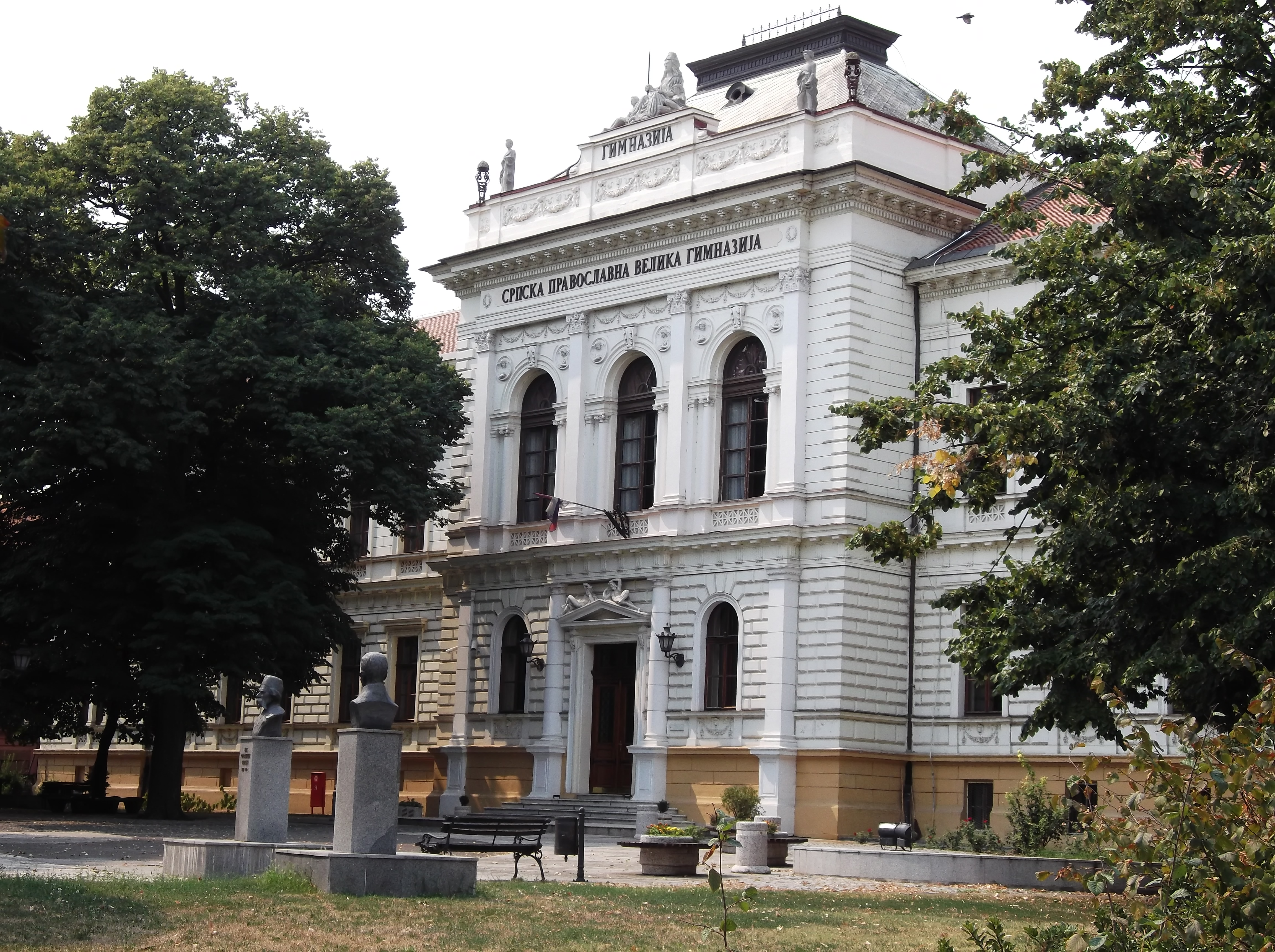
Budova střední školy Jovana Jovanovice Zmaje v Novém Sadu před rekonstrukcí v roce 2016.
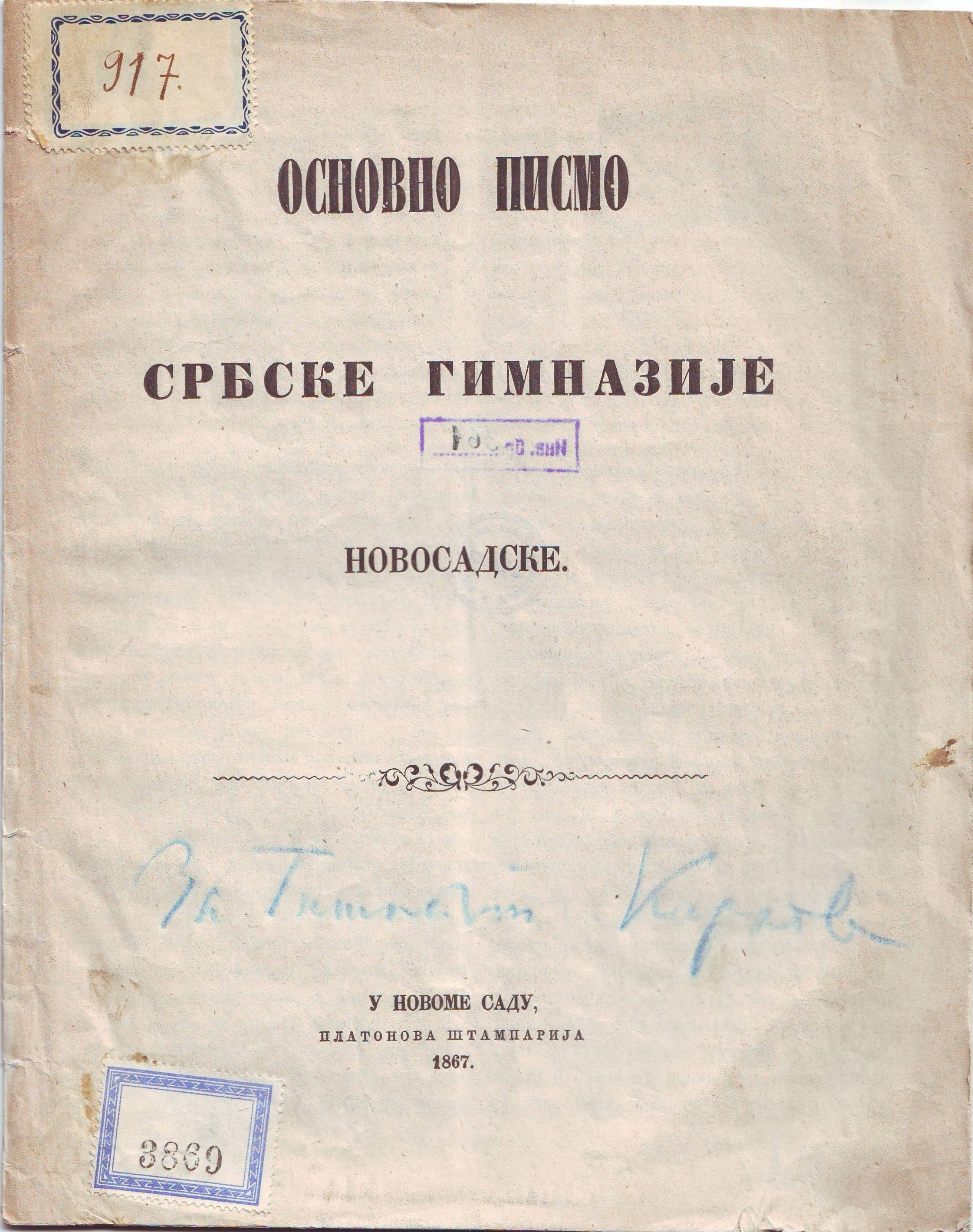
Zákládající listina srbského gymnázia v Novém Sadu (1867)